# Flachglas Wernberg

Logo von Flachglas Wernberg bis Mitte 2011

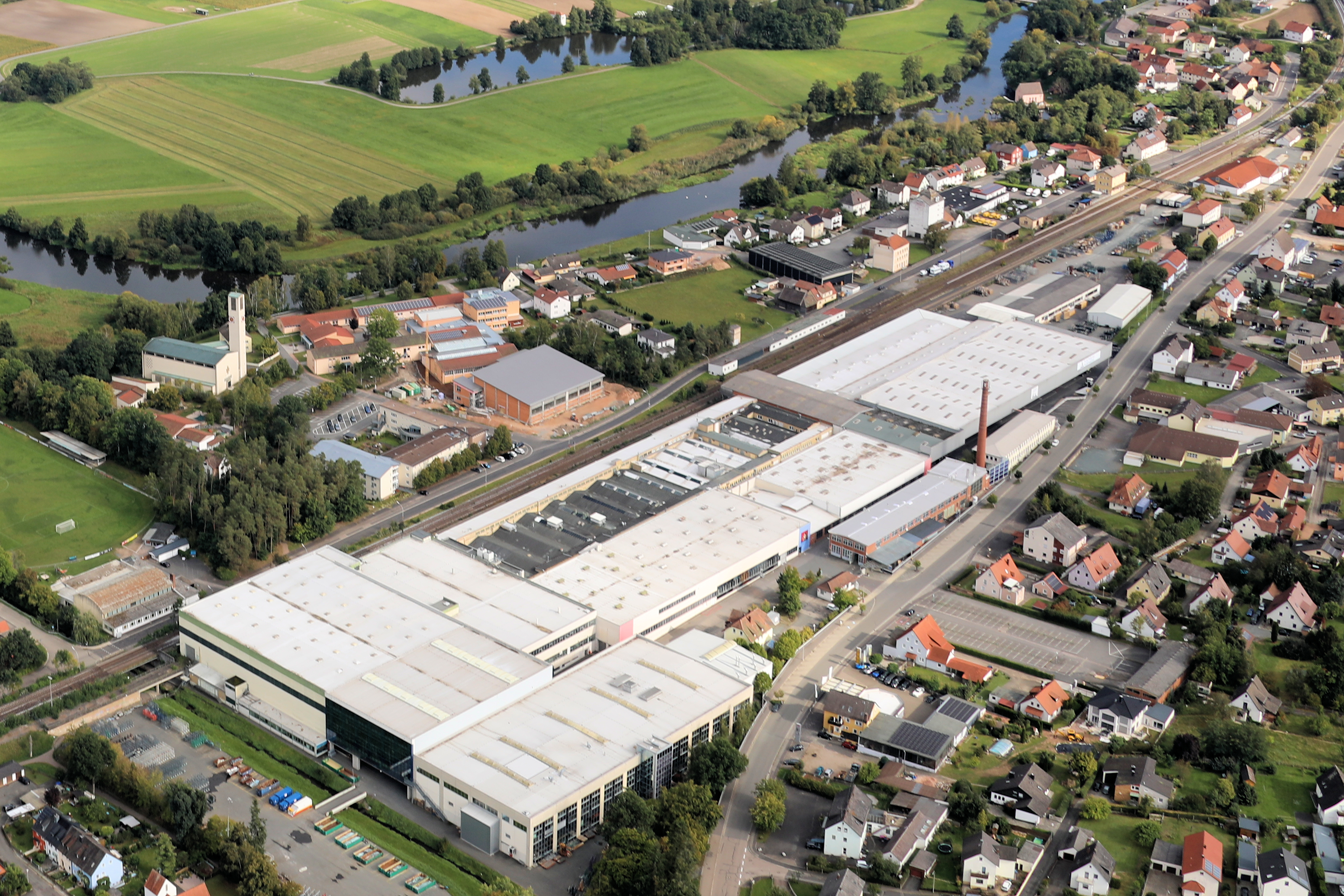
Flachglas Wernberg in Unterköblitz (2023)

Die Flachglas Wernberg GmbH (Eigenschreibweise FLACHGLAS Wernberg) ist ein glasverarbeitendes Unternehmen mit Sitz in Wernberg-Köblitz in Bayern. Gegründet 1938 ist das glasverarbeitende Unternehmen eines der führenden Bauglas- und Fahrzeugglashersteller in Europa und europäischer Marktführer bei der Fahrzeugverglasung für Schienenfahrzeuge.

## Geschichte
Die Gesellschaft wurde 1938 als Zweigwerk der Sicherheitsglas GmbH, Kunzendorf/Niederlausitz (jetzt Polen) am Standort Wernberg-Köblitz unter dem Namen SIGLA GmbH gegründet. Das Werk in Wernberg wurde 1946 von der Deutschen Tafelglas AG (DETAG) gepachtet und drei Jahre später durch die DETAG erworben.
Im Jahr 1970 fusionierte die Deutsche Tafelglas AG mit der DELOG und es entstand die Flachglas AG. Bereits zehn Jahre später erfolgte durch die Übernahme der Aktienmehrheit an der Flachglas AG die Eingliederung in die britische Pilkington Group, einer der größten Glashersteller in Europa.
1998 erfolgte eine Neustrukturierung der Flachglas AG.
Im Jahr 1999 löste sich das Werk in Wernberg-Köblitz aus dem Pilkington-Konzern und tritt nun als eigenständiges Unternehmen unter dem heutigen Namen Flachglas Wernberg GmbH auf. Die Struktur des Unternehmens basiert seitdem auf einem Mitarbeiter-Beteiligungsmodell.
Im Jahr 2005 erwarb die Flachglas Wernberg GmbH das Unternehmen Glashandelsgesellschaft Profi mbH am Standort Luhe-Wildenau, zwei Jahre später das Unternehmen Flachglas Nord-Ost GmbH in Osterburg und im Juli 2009 hat die Flachglas Wernberg GmbH alle Schweizer Tochterunternehmen der Pilkington Deutschland AG übernommen. Diese wurden unter der Holdinggesellschaft Flachglas Schweiz AG zusammengefasst und umfassen die Standorte in Wikon (Unternehmenszentrale) und Thun.

## Produkte
Das Unternehmen verarbeitet Glas zu verschiedenen Glasprodukten in den Bereichen Bauverglasung und Fahrzeugverglasung. Im Bereich Bauverglasung werden unter anderem Wärmedämmglas, Sonnenschutzglas, Schallschutzglas oder Sicherheitsglas hergestellt. Verglasungssysteme für Fahrzeuge werden für Schienenfahrzeuge, Straßenfahrzeuge und Wasserfahrzeuge hergestellt.

## Beteiligungen
Die Gruppe umfasst neben der Flachglas Wernberg GmbH weitere Unternehmen in Deutschland und der Schweiz:
- FLACHGLAS Wernberg Beteiligungs-GmbH (Mutterunternehmen)
- FLACHGLAS Wernberg GmbH (Tochterunternehmen)
- Flachglas MarkenKreis GmbH (mehrheitliches Tochterunternehmen der FLACHGLAS Wernberg GmbH)
- Glashandelsgesellschaft Profi mbH (Tochterunternehmen der FLACHGLAS Wernberg GmbH)
- Profi Glasbiege GmbH (Tochterunternehmen der FLACHGLAS Wernberg GmbH)
- Flachglas Nord-Ost GmbH (mehrheitliches Tochterunternehmen der FLACHGLAS Wernberg GmbH)
- Baumann + Sohn Verwaltungs GmbH i.L. (Tochterunternehmen der FLACHGLAS Wernberg GmbH)
- Glaswerk Nord-Ost Verwaltungs GmbH i.L. (Tochterunternehmen der Flachglas Nord-Ost GmbH)
- Classic Grundstücksverwaltungsgesellschaft mbH (Tochterunternehmen der FLACHGLAS Wernberg GmbH)
- Flachglas (Schweiz) AG (Tochterunternehmen der FLACHGLAS Wernberg GmbH)
- Flachglas Wikon AG (Tochterunternehmen der Flachglas (Schweiz) AG)
- Flachglas Thun AG (Tochterunternehmen der Flachglas (Schweiz) AG)

Die Flachglas Wernberg GmbH ist langjähriger Partner im Flachglas MarkenKreis, dem Netzwerk von über 30 Funktionsglasherstellern und -großhändlern.
Der Konzernabschluss für 2010 weist einen Umsatz von 137 Mio. € aus sowie eine Bilanzsumme i.H.v. 93,7 Mio. €